# Warłaam (Jasiński)
Warłaam, nazwisko świeckie Jasiński (zm. 11 sierpnia?/22 sierpnia 1707) – biskup Rosyjskiego Kościoła Prawosławnego pochodzenia ukraińskiego.

## Życiorys
Ukończył kolegium mohylańskie w Kijowie, następnie kontynuował studia w Akademii Krakowskiej, którą ukończył jako jeden z najlepszych studentów. Od 1665 (lub 1669) do 1673 był ihumenem Brackiego Monasteru w Kijowie, zaś od 1669 do 1689 był rektorem kolegium mohylańskiego. Funkcję tę łączył z obowiązkami przełożonego monasteru św. Michała Archanioła o Złotych Kopułach (od 1673 do 1677 lub nawet 1680), a następnie Pustynnego Monasteru św. Mikołaja w Kijowie (od 1680 do 1684) i ławry Peczerskiej (1684–1689), którą kierował jako archimandryta. Urząd ten objął z nominacji administratora metropolii kijowskiej arcybiskupa czernihowskiego Łazarza, za zgodą patriarchy moskiewskiego i całej Rusi Joachima, a bez zezwolenia patriarchy Konstantynopola, któremu nadal podlegała metropolia.
Solidnie wykształcony, opiekował się uczonym duchowieństwem. Na jego polecenie i pod jego opieką Dymitr (Tuptało) podjął pracę nad swoją Mineją. Bronił Sylwestra (Miedwiediewa) przed zarzutami herezji, przez co patriarcha moskiewski i całej Rusi Joachim groził mu ekskomuniką.
Jego działalność w Kijowie przypadła na okres, w którym decydowała się jurysdykcyjna przynależność prawosławnej metropolii kijowskiej. Początkowo Warłaam (Jasiński) sprzeciwiał się podporządkowaniu administratury Patriarchatowi Moskiewskiemu, opowiadając się za dotychczasową zależnością metropolii od Patriarchatu Konstantynopolitańskiego. Jednak po usankcjonowaniu przejścia metropolii w jurysdykcję patriarchów moskiewskich przez prawosławne patriarchaty starożytne archimandryta Warłaam zaakceptował tę decyzję. W 1690 przyjął chirotonię biskupią i natychmiast po niej został mianowany metropolitą kijowskim, halickim i całej Małorosji. W ocenie Ćwikły w swojej dalszej działalności prowadził, podobnie jak jego poprzednik na urzędzie metropolita Gedeon, politykę prorosyjską, w rezultacie której zanikała liturgiczna i administracyjna odrębność administratury na rzecz jej ścisłej integracji z prawosławiem tradycji rosyjskiej. Odmienne stanowisko przedstawił Włodzimierz Mokry, którego zdaniem postawa i poglądy Warłaama były antymoskiewskie, a metropolita starał się bronić odrębności tradycji prawosławia na ziemiach ukraińskich.
Zmarł w 1707 i został pochowany w ławrze Pieczerskiej.